# Elof Johansson
Elof Daniel Bertil Johansson, född 6 september 1936 i Ulricehamn, död 30 januari 2022 i Gökhems distrikt, var en svensk läkare. 
Johansson blev medicine licentiat vid Uppsala universitet 1965, medicine doktor 1969, docent i experimentell obstetrik och gynekologi vid Uppsala universitet 1969 och professor 1976. Han bedrev studier och forskning vid University of Arkansas 1957–1958, University of Pittsburgh 1966–1967 och var ledamot av International Committee for Contraception Research 1970–1988.
Johansson blev biträdande överläkare vid kvinnokliniken på Akademiska sjukhuset 1974, var professor och klinikchef där 1976–1984, forskningsdirektör på Pharmacia AB 1984–1990 och vice verkställande direktör för Pharmacia AB 1986–1990. År 1990 blev han medlem av direktionen för Procordia AB Teknik och forskning.
Johansson var sekreterare och ledamot i utbildningsnämnden vid Uppsala universitet 1962–1965, biträdande sekreterare för universitets- och högskoleutredningen 1963–1964, ordförande i Svensk gynekologisk förening 1980–1982 och blev ledamot av Uppsala universitets styrelse 1988. Han författade skrifter angående hormonell diagnostik och preventivmedel.